# 175566 Papplaci
A 175566 Papplaci (ideiglenes jelöléssel (175566) 2006 TM7) a Naprendszer kisbolygóövében található aszteroida. Piszkéstetőn fedezték fel 2006. október 1-én.